# Liz Barnes
Liz Barnes (Reino Unido, 3 de agosto de 1951) es una atleta británica retirada especializada en la prueba de 800 m, en la que consiguió ser medallista de bronce europea en pista cubierta en 1980.

## Carrera deportiva
En el Campeonato Europeo de Atletismo en Pista Cubierta de 1980 ganó la medalla de bronce en los 800 metros, con un tiempo de 2:01.5 segundos, tras la polaca Jolanta Januchta (oro con 2:00.6 segundos que fue récord de los campeonatos) y la belga Anne-Marie Van Nuffel.